# Gymnomitrion
Gymnomitrion es un género de hepáticas perteneciente a la familia Gymnomitriaceae. Comprende 41 especies descritas y de estas, solo 31 aceptadas.

## Taxonomía
El género fue descrito por August Carl Joseph Corda y publicado en Naturalientausch 12: 651. 1829. La especie tipo es: Gymnomitrion concinnatum (Lightf.) Corda	

## Especies aceptadas
A continuación se brinda un listado de las especies del género Gymnomitrion aceptadas hasta marzo de 2015, ordenadas alfabéticamente. Para cada una se indica el nombre binomial seguido del autor, abreviado según las convenciones y usos.	
- Gymnomitrion andinum (Herzog) Herzog
- Gymnomitrion apiculatum (Schiffner) K. Müller
- Gymnomitrion atrofilum Váňa
- Gymnomitrion bolivianum (Steph.) Váňa
- Gymnomitrion concinnatum (Lightf.) Corda
- Gymnomitrion condensatum Ångström
- Gymnomitrion corallioides Nees
- Gymnomitrion crenatilobum Grolle
- Gymnomitrion crenulatum Gottsche ex Carrington
- Gymnomitrion cuspidatum (Berggr.) R.M. Schust.
- Gymnomitrion denticulata (Berggr.) R.M. Schust.
- Gymnomitrion formosae (Stephani) Horik.
- Gymnomitrion integerrimum N. Kitag.
- Gymnomitrion laceratum (Stephani) Horik.
- Gymnomitrion minutulum (Hässel de Menéndez) Váňa
- Gymnomitrion moralesae Váňa
- Gymnomitrion mucronulatum (N. Kitag.) N. Kitag.
- Gymnomitrion mucrophorum R.M. Schust.
- Gymnomitrion nigrum (Grolle & Váňa) Váňa
- Gymnomitrion noguchianum S. Hatt.
- Gymnomitrion obtusatum (Lindb.) Pearson
- Gymnomitrion obtusilobum N. Kitag.
- Gymnomitrion obtusum (Lindb.) Pearson
- Gymnomitrion pacificum Grolle
- Gymnomitrion papillosum N. Kitag. & S. Hatt.
- Gymnomitrion reflexifolium Horik.
- Gymnomitrion setaceum Grolle & Váňa
- Gymnomitrion sinense K. Müller
- Gymnomitrion strictum (Berggr.) R.M. Schust.
- Gymnomitrion subintegrum (S.W. Arnell) Váňa
- Gymnomitrion uncrenulatum C. Gao & G.C. Zhang
- Gymnomitrion verrucosum W.E. Nicholson